# Домашний чемпионат Великобритании 1952/1953
Домашний чемпионат Великобритании 1952/53 (англ. 1952–53 British Home Championship) — пятьдесят восьмой розыгрыш Домашнего чемпионата, футбольного турнира с участием сборных четырёх стран Великобритании (Англии, Шотландии, Уэльса и Северной Ирландии). Победу в турнире одержали сборные Англии и Шотландии, набравшие равное количество очков.
Турнир начался 4 октября 1952 года в Белфасте, где сборная Северной Ирландии сыграла вничью со сборной Англии (2:2). 18 октября Уэльс в Кардиффе уступил Шотландии со счётом 1:2. 5 ноября шотландцы в Глазго не смогли обыграть североирландцев (1:1), а неделю спустя англичане в Лондоне разгромили валлийцев со счётом 5:2. 15 апреля сборная Северной Ирландии в Белфасте уступила сборной Уэльса (2:3), а три дня спустя в Лондоне Англия сыграла вничью с Шотландией (2:2). Таким образом, англичане и шотландцы набрали равное количество очков и «разделили» победу в турнире между собой (дополнительные показатели типа разницы голов тогда ещё не использовались).

## Турнирная таблица
| Поз | Команда           | И | В | Н | П | МЗ | МП | РМ | О |
| --- | ----------------- | - | - | - | - | -- | -- | -- | - |
| 1   | Англия (Ч)        | 3 | 1 | 2 | 0 | 9  | 6  | +3 | 4 |
| 1   | Шотландия (Ч)     | 3 | 1 | 2 | 0 | 5  | 4  | +1 | 4 |
| 3   | Северная Ирландия | 3 | 0 | 2 | 1 | 5  | 6  | −1 | 2 |
| 3   | Уэльс             | 3 | 1 | 0 | 2 | 6  | 9  | −3 | 2 |

## Результаты матчей
| Северная Ирландия | 2:2     | Англия                      |
| ----------------- | ------- | --------------------------- |
| Талли 15′ 46′     | (отчёт) | - Лофтхаус 2′ - Эллиотт 87′ |

| Уэльс    | 1:2     | Шотландия                 |
| -------- | ------- | ------------------------- |
| Форд 24′ | (отчёт) | - Браун 32′ - Лидделл 69′ |

| Шотландия  | 1:1     | Северная Ирландия |
| ---------- | ------- | ----------------- |
| Райлли 89′ | (отчёт) | Д’Арси 82′        |

| Англия                                                    | 5:2     | Уэльс        |
| --------------------------------------------------------- | ------- | ------------ |
| - Финни 8′ - Лофтхаус 10′ 75′ - Фроггатт 44′ - Бентли 47′ | (отчёт) | Форд 15′ 49′ |

| Северная Ирландия | 2:3     | Уэльс                       |
| ----------------- | ------- | --------------------------- |
| Макморран 19′ 86′ | (отчёт) | - Чарльз 29′ 33′ - Форд 42′ |

| Англия         | 2:2     | Шотландия        |
| -------------- | ------- | ---------------- |
| Бродис 18′ 69′ | (отчёт) | Райлли 54′ 90+2′ |

## Победитель
| Победитель Домашнего чемпионата 1952/53 |
| Англия Тридцать первый титул            |

| Победитель Домашнего чемпионата 1952/53 |
| Шотландия Тридцатый титул               |

## Бомбардиры
- 4 гола
  -  Тревор Форд

- 3 гола
  -  Нэт Лофтхаус
  -  Лори Райлли

- 2 гола
  -  Айвор Бродис
  -  Эдди Макморран[англ.]
  -  Чарли Талли[англ.]
  -  Джон Чарльз